# Homología (química)
Serine and Homoserine are homologues.En química, la homología es la aparición de homólogos. Un homólogo (también escrito como homólogo) es un compuesto que pertenece a una serie de compuestos que se diferencian entre sí por una unidad repetitiva, como un puente de metileno - CH
2 -, un residuo peptídico, etc.
Un homólogo es un caso especial de un análogo. Ejemplos de ello son los alcanos y compuestos con cadenas alquilo laterales de diferente longitud (la unidad que se repite de ser un grupo metileno -CH2-).

## Tabla periódica
En la tabla periódica, los elementos homólogos comparten muchas propiedades electroquímicas y aparecen en el mismo grupo (columna) de la tabla. Por ejemplo, todos los gases nobles son gases monoatómicos incoloros con muy baja reactividad. Estas similitudes se deben a una estructura similar en sus capas externas de electrones de valencia. Mendeleev usó el prefijo eka- para un elemento desconocido debajo de uno conocido en el mismo grupo.